# Казоли (Терамо)
Казоли (итал. Casoli) је насеље у Италији у округу Терамо, региону Абруцо.
Према процени из 2011. у насељу је живело 1085 становника. Насеље се налази на надморској висини од 184 м.